# Польско-словацкие отношения
Польско-словацкие отношения — двусторонние дипломатические отношения между Польшей и Словакией. Протяжённость государственной границы между странами составляет 541 км.

## История
Дипломатические отношения между странами были установлены в 1993 году. В Словакии присутствует польское посольство в Братиславе, в Польше — словацкое посольство в Варшаве и генеральное консульство в Кракове.
Обе страны являются членами Европейского союза, НАТО и Вишеградской группы.

## Галерея

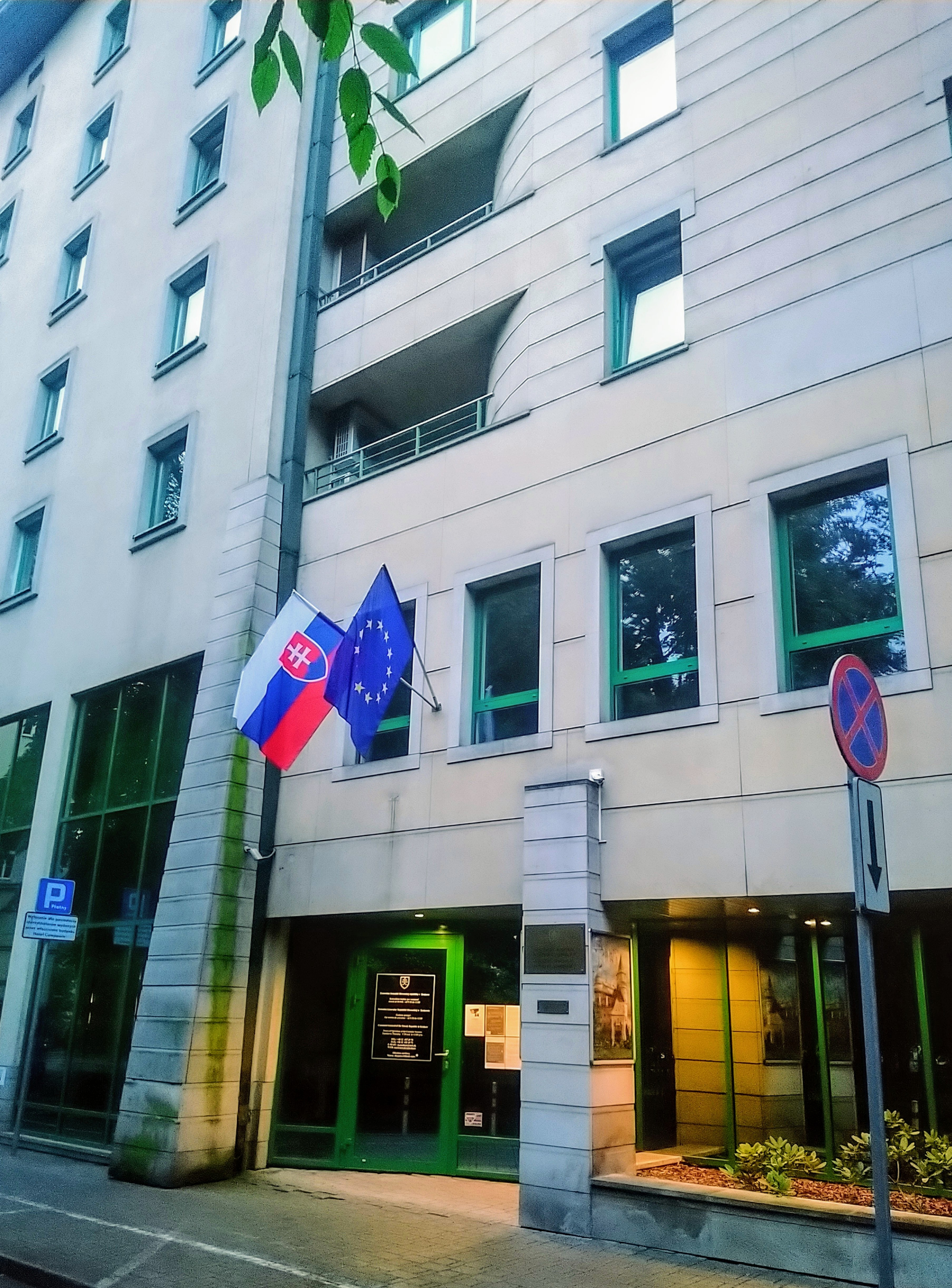
Посольство Словакии в Кракове
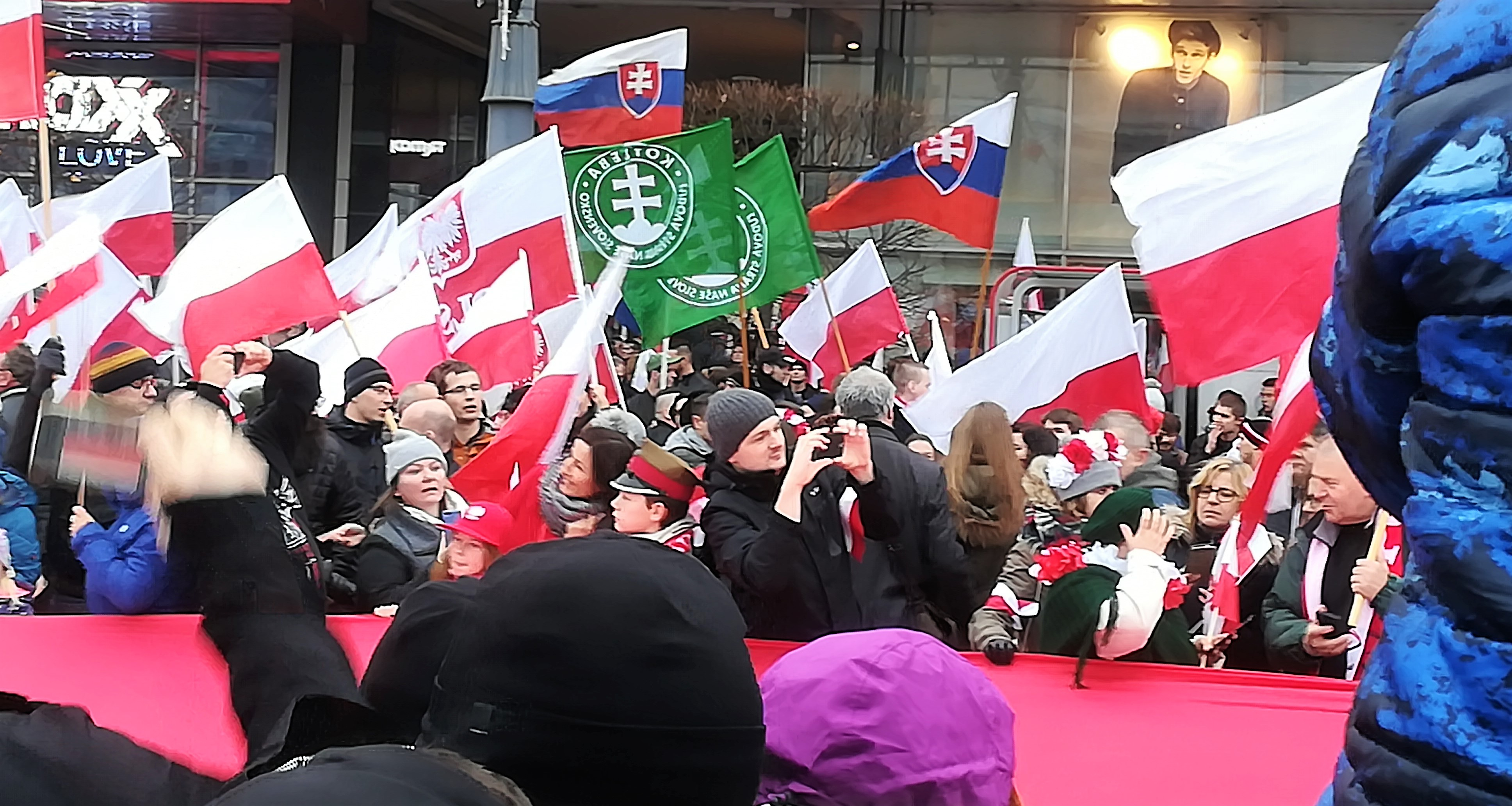
Флаги Словакии на марше независимости в 2018 году
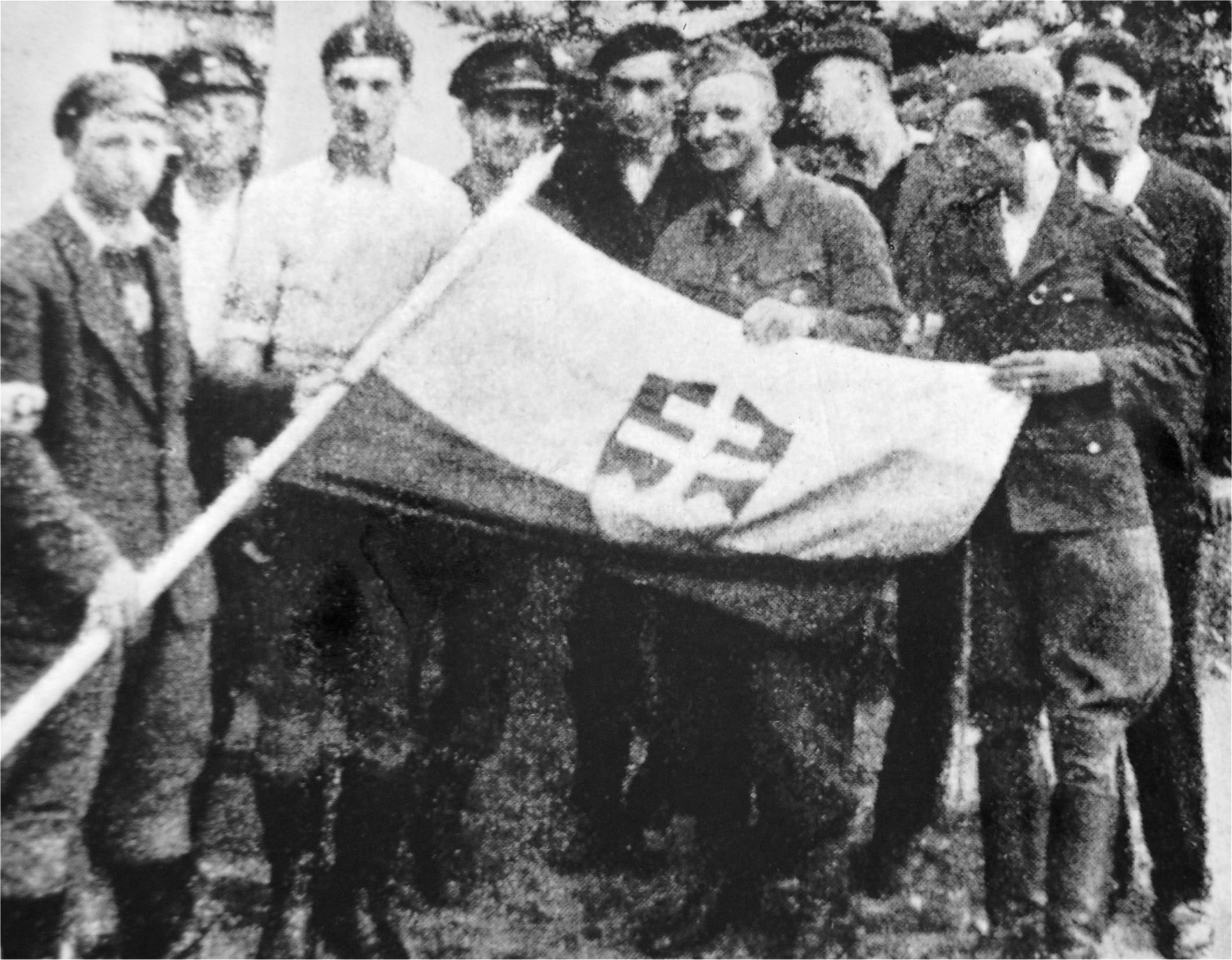
Словацкая рота № 535 во время Варшавского восстания